# Khaled Lounici
Khaled Lounici (ur. 9 lipca 1967 w Algierze) – algierski piłkarz występujący na pozycji pomocnika. Trener piłkarski.

## Kariera klubowa
Lounici karierę rozpoczynał w 1984 roku w zespole USM El Harrach. W sezonie 1986/1987 zdobył z nim Puchar Algierii. Graczem El Harrach był przez osiem sezonów. W 1992 roku przeszedł do tureckiego Aydınsporu. W sezonie 1992/1993 spadł z nim z pierwszej ligi do drugiej. Przez dwa sezony w barwach Aydınsporu rozegrał 20 spotkań i zdobył 2 bramki.
W sezonie 1994/1995 Lounici występował w algierskim JS Bordj Ménaïel oraz saudyjskim Al-Qadisiyah. W 1995 roku wrócił do USM El Harrach. W sezonie 1997/1998 wywalczył z nim mistrzostwo Algierii. W El Harrach grał do 1999 roku. Następnie występował w zespołach USM Algier, MC Algier oraz ponownie w USM El Harrach, gdzie w 2003 roku zakończył karierę.

## Kariera reprezentacyjna
W latach 1991–1999 w reprezentacji Algierii Lounici rozegrał 23 spotkania i zdobył 2 bramki. W 1996 roku został powołany do kadry na Puchar Narodów Afryki. Wystąpił na nim w meczach z Zambią (0:0), Sierra Leone (2:0), Burkina Faso (2:1, gol) i RPA (1:2), a Algieria zakończyła turniej na ćwierćfinale.